# Чемпіонат світу з футболу 1982 (склади команд)
Склади команд — учасниць фінального турніру чемпіонату світу з футболу 1982 року.

## Група 1

### Камерун
Головний тренер:  Жан Венсан
| №  | Поз. | Гравець           | Дата народження (вік)            | Матчів | Клуб              |
| -- | ---- | ----------------- | -------------------------------- | ------ | ----------------- |
| 1  | ВР   | Томас Н'Коно (к)  | 20 липня 1956 (вік 25 років)     | 39     | Канон Яунде       |
| 2  | ЗХ   | Мішель Каам       | 1 червня 1952 (вік 30 років)     | н/д    | Кемпер            |
| 3  | ЗХ   | Едмон Енока       | 17 грудня 1955 (вік 26 років)    | н/д    | Дрегон (Дуала)    |
| 4  | ЗХ   | Рене Н'Діея       | 9 жовтня 1953 (вік 28 років)     | н/д    | Юніон Дуала       |
| 5  | ЗХ   | Елі Онана         | 13 жовтня 1951 (вік 30 років)    | н/д    | Федераль Спортінг |
| 6  | ЗХ   | Емманюель Кунде   | 15 липня 1956 (вік 25 років)     | 19     | Канон Яунде       |
| 7  | ПЗ   | Ефрам М'Бом       | 18 липня 1954 (вік 27 років)     | н/д    | Канон Яунде       |
| 8  | ПЗ   | Грегуар М'Біда    | 27 січня 1955 (вік 27 років)     | н/д    | Канон Яунде       |
| 9  | НП   | Роже Мілла        | 20 травня 1952 (вік 30 років)    | 34     | Бастія            |
| 10 | ПЗ   | Жан-П'єр Токото   | 26 січня 1948 (вік 34 роки)      | н/д    | Філадельфія Фівер |
| 11 | ПЗ   | Шарль Тубе        | 22 січня 1958 (вік 24 роки)      | н/д    | Тоннер            |
| 12 | ВР   | Жозеф-Антуан Белл | 8 жовтня 1954 (вік 27 років)     | н/д    | Африка Спортс     |
| 13 | НП   | Поль Баокен       | 7 липня 1955 (вік 26 років)      | н/д    | Канн              |
| 14 | ПЗ   | Теофіль Абега     | 9 липня 1954 (вік 27 років)      | н/д    | Канон Яунде       |
| 15 | ЗХ   | Франсуа Н'Думбе   | 30 січня 1954 (вік 28 років)     | 31     | Юніон Дуала       |
| 16 | ЗХ   | Ібраїм Ауду       | 23 серпня 1955 (вік 26 років)    | 21     | Канн              |
| 17 | ПЗ   | Жозеф Камга       | 17 серпня 1953 (вік 28 років)    | н/д    | Юніон Дуала       |
| 18 | НП   | Жак Н'Геа         | 8 листопада 1955 (вік 26 років)  | н/д    | Канон Яунде       |
| 19 | ПЗ   | Жозеф Енанга      | 18 листопада 1956 (вік 25 років) | н/д    | Юніон Дуала       |
| 20 | НП   | Ален Ейобо        | 23 жовтня 1961 (вік 20 років)    | н/д    | Динамо (Дуала)    |
| 21 | НП   | Ернест Ебонге     | 15 травня 1962 (вік 20 років)    | 6      | Тоннер            |
| 22 | ВР   | Сімон Чобанг      | 31 серпня 1951 (вік 30 років)    | н/д    | Динамо (Дуала)    |

### Італія
Головний тренер: Енцо Беардзот
| №  | Поз. | Гравець               | Дата народження (вік)            | Матчів | Клуб           |
| -- | ---- | --------------------- | -------------------------------- | ------ | -------------- |
| 1  | ВР   | Діно Дзофф (к)        | 28 лютого 1942 (вік 40 років)    | 99     | Ювентус        |
| 2  | ЗХ   | Франко Барезі         | 8 травня 1960 (вік 22 роки)      | 0      | Мілан          |
| 3  | ЗХ   | Джузеппе Бергомі      | 22 грудня 1963 (вік 18 років)    | 1      | Інтернаціонале |
| 4  | ЗХ   | Антоніо Кабріні       | 8 жовтня 1957 (вік 24 роки)      | 33     | Ювентус        |
| 5  | ЗХ   | Фульвіо Колловаті     | 9 травня 1957 (вік 25 років)     | 26     | Мілан          |
| 6  | ЗХ   | Клаудіо Джентіле      | 27 вересня 1953 (вік 28 років)   | 56     | Ювентус        |
| 7  | ЗХ   | Гаетано Ширеа         | 25 травня 1953 (вік 29 років)    | 49     | Ювентус        |
| 8  | ЗХ   | П'єтро Верховод       | 6 квітня 1959 (вік 23 роки)      | 2      | Фіорентіна     |
| 9  | ПЗ   | Джанкарло Антоньйоні  | 1 квітня 1954 (вік 28 років)     | 60     | Фіорентіна     |
| 10 | ПЗ   | Джузеппе Доссена      | 2 травня 1958 (вік 24 роки)      | 9      | Торіно         |
| 11 | ПЗ   | Джамп'єро Марині      | 25 лютого 1951 (вік 31 рік)      | 11     | Інтернаціонале |
| 12 | ВР   | Івано Бордон          | 13 квітня 1951 (вік 31 рік)      | 13     | Інтернаціонале |
| 13 | ПЗ   | Габріеле Оріалі       | 25 листопада 1952 (вік 29 років) | 20     | Інтернаціонале |
| 14 | ПЗ   | Марко Тарделлі        | 24 вересня 1954 (вік 27 років)   | 55     | Ювентус        |
| 15 | НП   | Франко Каузіо         | 1 лютого 1949 (вік 33 роки)      | 58     | Удінезе        |
| 16 | НП   | Бруно Конті           | 13 березня 1955 (вік 27 років)   | 13     | Рома           |
| 17 | НП   | Данієле Массаро       | 23 травня 1961 (вік 21 рік)      | 1      | Фіорентіна     |
| 18 | НП   | Алессандро Альтобеллі | 28 листопада 1955 (вік 26 років) | 10     | Інтернаціонале |
| 19 | НП   | Франческо Граціані    | 16 грудня 1952 (вік 29 років)    | 53     | Фіорентіна     |
| 20 | НП   | Паоло Россі           | 23 вересня 1956 (вік 25 років)   | 20     | Ювентус        |
| 21 | НП   | Франко Сельваджі      | 15 травня 1953 (вік 29 років)    | 3      | Кальярі        |
| 22 | ВР   | Джованні Галлі        | 29 квітня 1958 (вік 24 роки)     | 0      | Фіорентіна     |

Зауваження: Ігрові номери розподілялися за абеткою в межах кожного ігрового амплуа за винятком воротарів, які отримали номери 1, 12 та 22.

### Перу
Головний тренер:  Тім
| №  | Поз. | Гравець                | Дата народження (вік)            | Матчів | Клуб                     |
| -- | ---- | ---------------------- | -------------------------------- | ------ | ------------------------ |
| 1  | ВР   | Еусебіо Акасусо        | 8 квітня 1952 (вік 30 років)     | н/д    | Універсітаріо            |
| 2  | ЗХ   | Хайме Дуарте           | 27 лютого 1955 (вік 27 років)    | н/д    | Альянса Ліма             |
| 3  | ЗХ   | Сальвадор Сальгуеро    | 10 серпня 1951 (вік 30 років)    | н/д    | Альянса Ліма             |
| 4  | ЗХ   | Уго Гастуло            | 9 січня 1958 (вік 24 роки)       | н/д    | Універсітаріо            |
| 5  | ПЗ   | Херман Легія           | 2 січня 1954 (вік 28 років)      | н/д    | Універсітаріо            |
| 6  | ПЗ   | Хосе Веласкес          | 4 червня 1952 (вік 30 років)     | 52     | Індепендьєнте Медельїн   |
| 7  | НП   | Херонімо Барбадільйо   | 24 вересня 1952 (вік 29 років)   | н/д    | УАНЛ Тигрес              |
| 8  | ПЗ   | Сесар Куето            | 16 червня 1952 (вік 29 років)    | н/д    | Атлетіко Насьйональ      |
| 9  | ПЗ   | Хуліо Сесар Урібе      | 9 травня 1958 (вік 24 роки)      | н/д    | Спортінг Крістал         |
| 10 | ПЗ   | Теофіло Кубільяс       | 8 березня 1949 (вік 33 роки)     | 78     | Форт-Лодердейл Страйкерс |
| 11 | НП   | Хуан Карлос Облітас    | 16 лютого 1951 (вік 31 рік)      | 44     | Серен                    |
| 12 | ВР   | Хосе Гонсалес Ганоса   | 10 липня 1954 (вік 27 років)     | н/д    | Альянса Ліма             |
| 13 | ПЗ   | Оскар Арісага          | 20 серпня 1957 (вік 24 роки)     | н/д    | Атлетіко Чалако          |
| 14 | ПЗ   | Мігель Гутьєррес       | 19 листопада 1956 (вік 25 років) | н/д    | Спортінг Крістал         |
| 15 | ЗХ   | Рубен Торібіо Діас (к) | 17 квітня 1952 (вік 30 років)    | 60     | Спортінг Крістал         |
| 16 | ЗХ   | Хорхе Олаечеа          | 27 серпня 1956 (вік 25 років)    | н/д    | Альянса Ліма             |
| 17 | НП   | Франко Наварро         | 10 листопада 1961 (вік 20 років) | н/д    | Депортіво Мунісіпаль     |
| 18 | ПЗ   | Едуардо Маласкес       | 13 жовтня 1957 (вік 24 роки)     | н/д    | Депортіво Мунісіпаль     |
| 19 | НП   | Гільєрмо Ла Роса       | 6 червня 1952 (вік 30 років)     | н/д    | Атлетіко Насьйональ      |
| 20 | НП   | Персі Рохас            | 16 вересня 1949 (вік 32 роки)    | 49     | Серен                    |
| 21 | ВР   | Рамон Кірога           | 23 липня 1950 (вік 31 рік)       | н/д    | Спортінг Крістал         |
| 22 | ПЗ   | Луїс Рейна             | 16 травня 1959 (вік 23 роки)     | н/д    | Спортінг Крістал         |

### Польща
Головний тренер: Антоній Пєхнічек
| №  | Поз. | Гравець             | Дата народження (вік)           | Матчів | Клуб               |
| -- | ---- | ------------------- | ------------------------------- | ------ | ------------------ |
| 1  | ВР   | Юзеф Млинарчик      | 20 вересня 1953 (вік 28 років)  | 10     | Відзев (Лодзь)     |
| 2  | ЗХ   | Марек Дзюба         | 19 грудня 1955 (вік 26 років)   | 44     | ЛКС (Лодзь)        |
| 3  | ПЗ   | Януш Купцевич       | 9 грудня 1955 (вік 26 років)    | 10     | Арка (Гдиня)       |
| 4  | ЗХ   | Тадеуш Дольний      | 7 травня 1958 (вік 24 роки)     | 4      | Гурник (Забже)     |
| 5  | ЗХ   | Павел Янас          | 4 березня 1953 (вік 29 років)   | 40     | Легія              |
| 6  | ЗХ   | Пйотр Скробовський  | 16 жовтня 1961 (вік 20 років)   | 14     | Вісла (Краків)     |
| 7  | ЗХ   | Ян Ялоха            | 18 липня 1957 (вік 24 роки)     | 8      | Вісла (Краків)     |
| 8  | ПЗ   | Вальдемар Матисик   | 27 вересня 1961 (вік 20 років)  | 10     | Гурник (Забже)     |
| 9  | ЗХ   | Владислав Жмуда (к) | 6 червня 1954 (вік 28 років)    | 72     | Відзев (Лодзь)     |
| 10 | ЗХ   | Стефан Маєвський    | 31 січня 1956 (вік 26 років)    | 17     | Легія              |
| 11 | НП   | Влодзімеж Смолярек  | 16 липня 1957 (вік 24 роки)     | 12     | Відзев (Лодзь)     |
| 12 | ЗХ   | Роман Вуйцицький    | 8 січня 1958 (вік 24 роки)      | 12     | Шльонськ (Вроцлав) |
| 13 | ПЗ   | Анджей Бунцоль      | 21 вересня 1959 (вік 22 роки)   | 9      | Легія              |
| 14 | ПЗ   | Анджей Палаш        | 22 липня 1960 (вік 21 рік)      | 14     | Гурник (Забже)     |
| 15 | НП   | Влодзімеж Ціолек    | 24 березня 1956 (вік 26 років)  | 12     | Сталь (Мелець)     |
| 16 | НП   | Гжегож Лято         | 8 квітня 1950 (вік 32 роки)     | 92     | Локерен            |
| 17 | НП   | Анджей Шармах       | 3 жовтня 1950 (вік 31 рік)      | 59     | Осер               |
| 18 | НП   | Марек Кусто         | 29 квітня 1954 (вік 28 років)   | 15     | Легія              |
| 19 | НП   | Анджей Іван         | 10 листопада 1959 (вік 22 роки) | 19     | Вісла (Краків)     |
| 20 | НП   | Збігнев Бонек       | 3 березня 1956 (вік 26 років)   | 50     | Відзев (Лодзь)     |
| 21 | ВР   | Яцек Казімерський   | 17 серпня 1959 (вік 22 роки)    | 4      | Легія              |
| 22 | ВР   | Пйотр Мовлік        | 21 квітня 1951 (вік 31 рік)     | 21     | Лех (Познань)      |

## Група 2

### Алжир
Головні тренери: Махеддін Халеф і Рашид Меклуфі
| №  | Поз. | Гравець              | Дата народження (вік)            | Матчів | Клуб            |
| -- | ---- | -------------------- | -------------------------------- | ------ | --------------- |
| 1  | ВР   | Мехді Сербах         | 3 квітня 1953 (вік 29 років)     | 46     | РШ Куба         |
| 2  | ЗХ   | Махмуд Гендуз        | 24 лютого 1953 (вік 29 років)    | 33     | Хуссейн Дей     |
| 3  | ЗХ   | Мустафа Куїсі        | 16 квітня 1954 (вік 28 років)    | н/д    | Хуссейн Дей     |
| 4  | ЗХ   | Нурредін Куріши      | 12 квітня 1954 (вік 28 років)    | н/д    | Бордо           |
| 5  | ЗХ   | Шаабан Мерзекан      | 8 березня 1959 (вік 23 роки)     | н/д    | Хуссейн Дей     |
| 6  | НП   | Алі Беншейх          | 9 січня 1955 (вік 27 років)      | н/д    | МК Алжир        |
| 7  | НП   | Салах Ассад          | 13 березня 1958 (вік 24 роки)    | 48     | РШ Куба         |
| 8  | ПЗ   | Алі Фергані (к)      | 21 вересня 1952 (вік 29 років)   | 45     | Кабілія         |
| 9  | НП   | Тедж Бенсхаула       | 1 грудня 1954 (вік 27 років)     | 23     | Оран            |
| 10 | ПЗ   | Лахдар Беллумі       | 29 грудня 1958 (вік 23 роки)     | 42     | Маскара         |
| 11 | НП   | Рабах Маджер         | 15 грудня 1958 (вік 23 роки)     | 31     | Хуссейн Дей     |
| 12 | ПЗ   | Салах Ларбес         | 16 вересня 1952 (вік 29 років)   | н/д    | Кабілія         |
| 13 | ПЗ   | Хосін Яхі            | 25 квітня 1960 (вік 22 роки)     | 7      | ШР Белькур      |
| 14 | НП   | Джамель Зідан        | 28 квітня 1955 (вік 27 років)    | н/д    | Кортрейк        |
| 15 | ПЗ   | Мустафа Дахлеб       | 8 лютого 1952 (вік 30 років)     | н/д    | Парі Сен-Жермен |
| 16 | ЗХ   | Фаузі Мансурі        | 17 січня 1956 (вік 26 років)     | н/д    | Монпельє        |
| 17 | ЗХ   | Абделькадер Хорр     | 10 листопада 1953 (вік 28 років) | н/д    | ДНК Алжер       |
| 18 | ПЗ   | Карім Марок          | 5 березня 1958 (вік 24 роки)     | н/д    | Тур             |
| 19 | ПЗ   | Джамель Тлемчані     | 16 квітня 1955 (вік 27 років)    | н/д    | Реймс           |
| 20 | НП   | Абдельмаджид Буреббу | 16 березня 1951 (вік 31 рік)     | н/д    | Лаваль          |
| 21 | ВР   | Мурад Амара          | 19 лютого 1959 (вік 23 роки)     | н/д    | Кабілія         |
| 22 | ВР   | Ясін Бентаала        | 24 вересня 1955 (вік 26 років)   | н/д    | Хуссейн Дей     |

### Австрія
Головні тренери: Фелікс Латцке і Георг Шмідт
| №  | Поз. | Гравець              | Дата народження (вік)            | Матчів | Клуб                          |
| -- | ---- | -------------------- | -------------------------------- | ------ | ----------------------------- |
| 1  | ВР   | Фрідріх Концилія     | 25 лютого 1948 (вік 34 роки)     | 60     | Аустрія (Відень)              |
| 2  | ЗХ   | Бернд Краусс         | 8 травня 1957 (вік 25 років)     | 5      | Рапід (Відень)                |
| 3  | ЗХ   | Еріх Обермаєр (к)    | 23 січня 1953 (вік 29 років)     | 35     | Аустрія (Відень)              |
| 4  | ЗХ   | Йозеф Дегеоргі       | 19 січня 1960 (вік 22 роки)      | 3      | Адміра Ваккер                 |
| 5  | ЗХ   | Бруно Пеццай         | 3 лютого 1955 (вік 27 років)     | 53     | Айнтрахт (Франкфурт-на-Майні) |
| 6  | ПЗ   | Роланд Гаттенбергер  | 7 грудня 1948 (вік 33 роки)      | 47     | Інсбрук                       |
| 7  | НП   | Вальтер Шахнер       | 1 лютого 1957 (вік 25 років)     | 33     | Чезена                        |
| 8  | ПЗ   | Герберт Прогазка     | 8 серпня 1955 (вік 26 років)     | 57     | Інтернаціонале                |
| 9  | НП   | Ганс Кранкль         | 14 лютого 1953 (вік 29 років)    | 61     | Рапід (Відень)                |
| 10 | ПЗ   | Рейнгольд Гінтермаєр | 14 лютого 1956 (вік 26 років)    | 10     | Нюрнберг                      |
| 11 | ПЗ   | Курт Яра             | 14 жовтня 1950 (вік 31 рік)      | 55     | Грассгоппер                   |
| 12 | ЗХ   | Anton Pichler        | 4 жовтня 1955 (вік 26 років)     | 5      | Штурм (Грац)                  |
| 13 | НП   | Макс Гагмайр         | 16 листопада 1956 (вік 25 років) | 6      | ВОЕСТ (Лінц)                  |
| 14 | ПЗ   | Ернст Баумайстер     | 22 січня 1957 (вік 25 років)     | 11     | Аустрія (Відень)              |
| 15 | ПЗ   | Йоганн Діханіх       | 24 жовтня 1958 (вік 23 роки)     | 8      | Аустрія (Відень)              |
| 16 | ЗХ   | Геральд Месслендер   | 1 жовтня 1961 (вік 20 років)     | 0      | Адміра Ваккер                 |
| 17 | ЗХ   | Йоганн Прегесбауер   | 8 червня 1958 (вік 24 роки)      | 4      | Рапід (Відень)                |
| 18 | НП   | Гернот Юртін         | 9 вересня 1955 (вік 26 років)    | 5      | Штурм (Грац)                  |
| 19 | ЗХ   | Геріберт Вебер       | 28 червня 1955 (вік 26 років)    | 27     | Рапід (Відень)                |
| 20 | НП   | Курт Вельцль         | 6 листопада 1954 (вік 27 років)  | 19     | Валенсія                      |
| 21 | ВР   | Герберт Фойрер       | 14 січня 1954 (вік 28 років)     | 7      | Рапід (Відень)                |
| 22 | ВР   | Клаус Ліденбергер    | 28 травня 1957 (вік 25 років)    | 1      | ЛАСК                          |

### Чилі
Головний тренер: Луїс Сантібаньєс
| №  | Поз. | Гравець              | Дата народження (вік)            | Матчів | Клуб                 |
| -- | ---- | -------------------- | -------------------------------- | ------ | -------------------- |
| 1  | ВР   | Оскар Вірт           | 5 листопада 1955 (вік 26 років)  | 5      | Кобрелоа             |
| 2  | ЗХ   | Лісардо Гаррідо      | 25 серпня 1957 (вік 24 роки)     | 15     | Коло-Коло            |
| 3  | ЗХ   | Рене Валенсуела      | 20 квітня 1955 (вік 27 років)    | 23     | Універсідад Католіка |
| 4  | ЗХ   | Владимир Бігорра     | 9 серпня 1954 (вік 27 років)     | 17     | Універсідад де Чилі  |
| 5  | ЗХ   | Еліас Фігероа (к)    | 25 жовтня 1946 (вік 35 років)    | 44     | Коло-Коло            |
| 6  | ПЗ   | Родольфо Дубо        | 11 вересня 1953 (вік 28 років)   | 27     | Палестіно            |
| 7  | ПЗ   | Едуардо Бонвальєт    | 13 січня 1955 (вік 27 років)     | 21     | Універсідад Католіка |
| 8  | ПЗ   | Карлос Рівас         | 24 травня 1953 (вік 29 років)    | 24     | Коло-Коло            |
| 9  | НП   | Хуан Карлос Летельєр | 20 травня 1959 (вік 23 роки)     | 5      | Кобрелоа             |
| 10 | ЗХ   | Маріо Сото           | 10 липня 1950 (вік 31 рік)       | 34     | Кобрелоа             |
| 11 | НП   | Густаво Москосо      | 10 серпня 1955 (вік 26 років)    | 18     | Універсідад Католіка |
| 12 | ВР   | Марко Корнес         | 15 жовтня 1957 (вік 24 роки)     | 0      | Палестіно            |
| 13 | НП   | Карлос Касселі       | 5 липня 1950 (вік 31 рік)        | 42     | Коло-Коло            |
| 14 | ПЗ   | Рауль Орменьйо       | 21 червня 1958 (вік 23 роки)     | 1      | Коло-Коло            |
| 15 | НП   | Патрісіо Яньєс       | 20 січня 1961 (вік 21 рік)       | 23     | Сан-Луїс де Кільота  |
| 16 | ПЗ   | Мануель Рохас        | 13 червня 1954 (вік 28 років)    | 27     | Універсідад Католіка |
| 17 | ЗХ   | Оскар Рохас          | 15 листопада 1958 (вік 23 роки)  | 1      | Коло-Коло            |
| 18 | ЗХ   | Маріо Галіндо        | 10 серпня 1951 (вік 30 років)    | 28     | Коло-Коло            |
| 19 | ЗХ   | Енсо Ескобар         | 10 листопада 1951 (вік 30 років) | 26     | Кобрелоа             |
| 20 | ПЗ   | Мігель Анхель Нейра  | 9 жовтня 1952 (вік 29 років)     | 23     | Універсідад Католіка |
| 21 | НП   | Мігель Анхель Гамбоа | 21 червня 1951 (вік 30 років)    | 14     | Універсідад де Чилі  |
| 22 | ВР   | Маріо Осбен          | 14 липня 1950 (вік 31 рік)       | 26     | Коло-Коло            |

### ФРН
Головний тренер: Юпп Дерваль
| №  | Поз. | Гравець                   | Дата народження (вік)            | Матчів | Клуб                     |
| -- | ---- | ------------------------- | -------------------------------- | ------ | ------------------------ |
| 1  | ВР   | Гаральд Шумахер           | 6 березня 1954 (вік 28 років)    | 25     | Кельн                    |
| 2  | ЗХ   | Ганс-Петер Брігель        | 11 жовтня 1955 (вік 26 років)    | 27     | Кайзерслаутерн           |
| 3  | ПЗ   | Пауль Брайтнер            | 5 вересня 1951 (вік 30 років)    | 41     | Баварія (Мюнхен)         |
| 4  | ЗХ   | Карл-Гайнц Ферстер        | 25 липня 1958 (вік 23 роки)      | 35     | Штутгарт                 |
| 5  | ЗХ   | Бернд Ферстер             | 3 травня 1956 (вік 26 років)     | 15     | Штутгарт                 |
| 6  | ПЗ   | Вольфганг Дреммлер        | 12 липня 1954 (вік 27 років)     | 11     | Баварія (Мюнхен)         |
| 7  | НП   | П'єр Літтбарскі           | 16 квітня 1960 (вік 22 роки)     | 7      | Кельн                    |
| 8  | НП   | Клаус Фішер               | 27 грудня 1949 (вік 32 роки)     | 39     | Кельн                    |
| 9  | НП   | Горст Грубеш              | 17 квітня 1951 (вік 31 рік)      | 16     | Гамбург                  |
| 10 | ПЗ   | Гансі Мюллер              | 27 липня 1957 (вік 24 роки)      | 34     | Штутгарт                 |
| 11 | НП   | Карл-Гайнц Румменігге (к) | 25 вересня 1955 (вік 26 років)   | 52     | Баварія (Мюнхен)         |
| 12 | ЗХ   | Вільфрід Ганнес           | 17 травня 1957 (вік 25 років)    | 7      | Боруссія (Менхенгладбах) |
| 13 | НП   | Уве Райндерс              | 19 січня 1955 (вік 27 років)     | 1      | Вердер                   |
| 14 | ПЗ   | Фелікс Магат              | 26 липня 1953 (вік 28 років)     | 20     | Гамбург                  |
| 15 | ЗХ   | Улі Штіліке               | 15 листопада 1954 (вік 27 років) | 23     | Реал Мадрид              |
| 16 | НП   | Томас Аллофс              | 17 листопада 1959 (вік 22 роки)  | 0      | Фортуна (Дюссельдорф)    |
| 17 | ПЗ   | Штефан Енгельс            | 6 вересня 1960 (вік 21 рік)      | 3      | Кельн                    |
| 18 | ПЗ   | Лотар Маттеус             | 21 березня 1961 (вік 21 рік)     | 7      | Боруссія (Менхенгладбах) |
| 19 | ЗХ   | Гольгер Гіронімус         | 22 лютого 1959 (вік 23 роки)     | 2      | Гамбург                  |
| 20 | ЗХ   | Манфред Кальц             | 6 січня 1953 (вік 29 років)      | 59     | Гамбург                  |
| 21 | ВР   | Бернд Франке              | 12 лютого 1948 (вік 34 роки)     | 7      | Айнтрахт (Брауншвейг)    |
| 22 | ВР   | Айке Іммель               | 27 листопада 1960 (вік 21 рік)   | 4      | Боруссія (Дортмунд)      |

## Група 3

### Аргентина
Головний тренер: Сесар Луїс Менотті
| №  | Поз. | Гравець                | Дата народження (вік)          | Матчів | Клуб                       |
| -- | ---- | ---------------------- | ------------------------------ | ------ | -------------------------- |
| 1  | ПЗ   | Освальдо Арділес       | 3 серпня 1952 (вік 29 років)   | н/д    | Тоттенгем Готспур          |
| 2  | ВР   | Ектор Балей            | 16 листопада 1950 (вік 31 рік) | н/д    | Тальєрес                   |
| 3  | ПЗ   | Хуан Барбас            | 23 серпня 1959 (вік 22 роки)   | н/д    | Расінг (Авельянеда)        |
| 4  | НП   | Даніель Бертоні        | 14 березня 1955 (вік 27 років) | н/д    | Фіорентіна                 |
| 5  | ПЗ   | Габрієль Кальдерон     | 7 лютого 1960 (вік 22 роки)    | н/д    | Індепендьєнте (Авельянеда) |
| 6  | НП   | Рамон Діас             | 29 серпня 1959 (вік 22 роки)   | н/д    | Рівер Плейт                |
| 7  | ВР   | Убальдо Фільйоль       | 21 липня 1950 (вік 31 рік)     | 37     | Рівер Плейт                |
| 8  | ЗХ   | Луїс Гальван           | 24 лютого 1948 (вік 34 роки)   | н/д    | Тальєрес                   |
| 9  | ПЗ   | Амеріко Гальєго        | 25 квітня 1955 (вік 27 років)  | 69     | Рівер Плейт                |
| 10 | ПЗ   | Дієго Марадона         | 30 жовтня 1960 (вік 21 рік)    | 29     | Бока Хуніорс               |
| 11 | НП   | Маріо Кемпес           | 15 липня 1954 (вік 27 років)   | 38     | Рівер Плейт                |
| 12 | ПЗ   | Патрісіо Ернандес      | 16 серпня 1956 (вік 25 років)  | н/д    | Естудьянтес (Ла-Плата)     |
| 13 | ЗХ   | Хуліо Олартікоечеа     | 18 жовтня 1958 (вік 23 роки)   | н/д    | Рівер Плейт                |
| 14 | ЗХ   | Хорхе Ольгін           | 17 травня 1952 (вік 30 років)  | 55     | Індепендьєнте (Авельянеда) |
| 15 | ЗХ   | Данієль Пассарелла (к) | 25 травня 1953 (вік 29 років)  | 54     | Рівер Плейт                |
| 16 | ВР   | Нері Пумпідо           | 30 липня 1957 (вік 24 роки)    | н/д    | Велес Сарсфілд             |
| 17 | НП   | Сантьяго Сантамарія    | 22 серпня 1952 (вік 29 років)  | н/д    | Ньюеллс Олд Бойз           |
| 18 | ЗХ   | Альберто Тарантіні     | 3 грудня 1955 (вік 26 років)   | 56     | Рівер Плейт                |
| 19 | ЗХ   | Енсо Троссеро          | 23 травня 1953 (вік 29 років)  | н/д    | Індепендьєнте (Авельянеда) |
| 20 | НП   | Хорхе Вальдано         | 4 жовтня 1955 (вік 26 років)   | н/д    | Реал Сарагоса              |
| 21 | ПЗ   | Хосе Даніель Валенсія  | 3 жовтня 1955 (вік 26 років)   | н/д    | Тальєрес                   |
| 22 | ЗХ   | Хосе Ван Туйне         | 13 грудня 1954 (вік 27 років)  | н/д    | Расінг (Авельянеда)        |

Зауваження: ігрові номери гравців збірної Аргентини, включаючи воротарів, розподілялися за абеткою. Єдиним винятком з цього принципу був ігровий № 10, який замість Патрісіо Ернандеса дістався Дієго Марадоні.

### Бельгія
Головний тренер: Гі Тіс
| №  | Поз. | Гравець               | Дата народження (вік)            | Матчів | Клуб             |
| -- | ---- | --------------------- | -------------------------------- | ------ | ---------------- |
| 1  | ВР   | Жан-Марі Пфафф        | 4 грудня 1953 (вік 28 років)     | 28     | Беверен          |
| 2  | ЗХ   | Ерік Геретс (к)       | 18 травня 1954 (вік 28 років)    | 38     | Стандард (Льєж)  |
| 3  | ЗХ   | Люк Міллекампс        | 10 вересня 1951 (вік 30 років)   | 24     | Варегем          |
| 4  | ЗХ   | Вальтер Меєувс        | 11 липня 1951 (вік 30 років)     | 32     | Стандард (Льєж)  |
| 5  | ЗХ   | Мішель Ренкен         | 3 листопада 1955 (вік 26 років)  | 34     | Андерлехт        |
| 6  | НП   | Франк Веркаутерен     | 28 жовтня 1956 (вік 25 років)    | 18     | Андерлехт        |
| 7  | ПЗ   | Йос Дарден            | 26 листопада 1954 (вік 27 років) | 1      | Стандард (Льєж)  |
| 8  | ПЗ   | Вілфрід ван Мур       | 1 березня 1945 (вік 37 років)    | 54     | Беверен          |
| 9  | НП   | Ервін Ванденберг      | 26 січня 1959 (вік 23 роки)      | 18     | Льєрс            |
| 10 | ПЗ   | Людо Кук              | 25 вересня 1955 (вік 26 років)   | 29     | Андерлехт        |
| 11 | ПЗ   | Ян Кулеманс           | 28 лютого 1957 (вік 25 років)    | 28     | Брюгге           |
| 12 | ВР   | Тео Кюстерс           | 10 серпня 1950 (вік 31 рік)      | 9      | Еспаньйол        |
| 13 | НП   | Франсуа ван дер Ельст | 1 грудня 1954 (вік 27 років)     | 36     | Вест Гем Юнайтед |
| 14 | ЗХ   | Марк Баке             | 24 липня 1956 (вік 25 років)     | 6      | Беверен          |
| 15 | ЗХ   | Мауріц де Шрейвер     | 26 червня 1951 (вік 30 років)    | 1      | Локерен          |
| 16 | ЗХ   | Жерар Плессер         | 30 березня 1959 (вік 23 роки)    | 7      | Стандард (Льєж)  |
| 17 | ПЗ   | Рене Вергеєн          | 20 березня 1952 (вік 30 років)   | 18     | Локерен          |
| 18 | НП   | Раймонд Момменс       | 27 грудня 1958 (вік 23 роки)     | 10     | Локерен          |
| 19 | ПЗ   | Марк Міллекампс       | 9 жовтня 1950 (вік 31 рік)       | 5      | Варегем          |
| 20 | ПЗ   | Гі Вандерміссен       | 25 грудня 1957 (вік 24 роки)     | 0      | Стандард (Льєж)  |
| 21 | НП   | Александр Чернятинскі | 28 липня 1960 (вік 21 рік)       | 6      | Антверпен        |
| 22 | ВР   | Жакі Мунарон          | 8 вересня 1956 (вік 25 років)    | 0      | Андерлехт        |

Йос Дарден безпосередньо перед початком турніру замінив у заявці збірної Бельгії травмованого  Рене Вандерейкена

### Сальвадор
Головний тренер: Маурісіо Алонсо Родрігес
| №  | Поз. | Гравець               | Дата народження (вік)          | Матчів | Клуб                        |
| -- | ---- | --------------------- | ------------------------------ | ------ | --------------------------- |
| 1  | ВР   | Луїс Гевара Мора      | 2 вересня 1961 (вік 20 років)  | н/д    | Платенсе Мунісіпаль         |
| 2  | ЗХ   | Маріо Кастільйо       | 30 жовтня 1951 (вік 30 років)  | н/д    | Сантьягеньйо                |
| 3  | ЗХ   | Хосе Франсіско Ховель | 26 травня 1951 (вік 31 рік)    | н/д    | Агіла                       |
| 4  | ЗХ   | Карлос Ресінос        | 30 червня 1950 (вік 31 рік)    | н/д    | ФАС                         |
| 5  | ЗХ   | Рамон Фагоага         | 12 січня 1952 (вік 30 років)   | н/д    | Атлетіко Марте              |
| 6  | ПЗ   | Хоакін Вентура        | 27 жовтня 1956 (вік 25 років)  | н/д    | Сантьягеньйо                |
| 7  | ПЗ   | Сільвіо Акіно         | 30 червня 1949 (вік 32 роки)   | н/д    | Альянса (Сан-Сальвадор)     |
| 8  | ПЗ   | Хосе Луїс Ругамас     | 5 червня 1953 (вік 29 років)   | н/д    | Атлетіко Марте              |
| 9  | НП   | Евер Ернандес         | 11 грудня 1958 (вік 23 роки)   | н/д    | Сантьягеньйо                |
| 10 | ПЗ   | Норберто Уесо (к)     | 6 червня 1956 (вік 26 років)   | н/д    | Атлетіко Марте              |
| 11 | НП   | Махіко Гонсалес       | 13 березня 1958 (вік 24 роки)  | н/д    | ФАС                         |
| 12 | ЗХ   | Франсіско Осорто      | 20 березня 1957 (вік 25 років) | н/д    | Сантьягеньйо                |
| 13 | НП   | Хосе Марія Рівас      | 12 травня 1958 (вік 24 роки)   | н/д    | Індепендьєнте (Сан-Вісенте) |
| 14 | НП   | Луїс Рамірес Сапата   | 6 січня 1954 (вік 28 років)    | н/д    | Атлетіко Марте              |
| 15 | ЗХ   | Хайме Родрігес        | 17 січня 1959 (вік 23 роки)    | н/д    | Юрдінген 05                 |
| 16 | ПЗ   | Маурісіо Альфаро      | 13 лютого 1956 (вік 26 років)  | н/д    | Платенсе Мунісіпаль         |
| 17 | НП   | Гільєрмо Рагассоне    | 5 січня 1956 (вік 26 років)    | н/д    | Атлетіко Марте              |
| 18 | ЗХ   | Мігель Анхель Діас    | 27 січня 1957 (вік 25 років)   | н/д    | Чалатенанго                 |
| 19 | ВР   | Едуардо Ернандес      | 31 січня 1958 (вік 24 роки)    | н/д    | Сантьягеньйо                |
| 20 | ВР   | Хосе Луїс Мунгія      | 28 жовтня 1959 (вік 22 роки)   | н/д    | ФАС                         |

- Заявка збірної Сальвадору налічувала лише 20 гравців з 22 дозволених.

### Угорщина
Головний тренер: Кальман Месей
| №  | Поз. | Гравець          | Дата народження (вік)          | Матчів | Клуб               |
| -- | ---- | ---------------- | ------------------------------ | ------ | ------------------ |
| 1  | ВР   | Ференц Месарош   | 11 квітня 1950 (вік 32 роки)   | 25     | Спортінг (Лісабон) |
| 2  | ЗХ   | Дьєзе Мартош     | 15 грудня 1949 (вік 32 роки)   | 27     | «Ватерсхей Тор»    |
| 3  | ЗХ   | Ласло Балінт     | 1 лютого 1948 (вік 34 роки)    | 74     | Тулуза             |
| 4  | ЗХ   | Йожеф Тот        | 2 грудня 1951 (вік 30 років)   | 47     | Уйпешт             |
| 5  | ПЗ   | Шандор Мюллер    | 21 вересня 1948 (вік 33 роки)  | 15     | Еркулес            |
| 6  | ЗХ   | Імре Гараба      | 29 липня 1958 (вік 23 роки)    | 17     | Будапешт Гонвед    |
| 7  | НП   | Ласло Фазекаш    | 15 жовтня 1947 (вік 34 роки)   | 87     | Антверпен          |
| 8  | НП   | Тібор Нілаші (к) | 18 січня 1955 (вік 27 років)   | 49     | Ференцварош        |
| 9  | НП   | Андраш Теречик   | 1 травня 1955 (вік 27 років)   | 33     | Уйпешт             |
| 10 | НП   | Ласло Кішш       | 12 березня 1956 (вік 26 років) | 24     | Vasas              |
| 11 | НП   | Габор Пелешкеї   | 11 жовтня 1960 (вік 21 рік)    | 6      | Ференцварош        |
| 12 | НП   | Лазар Сентеш     | 12 грудня 1955 (вік 26 років)  | 1      | Дьйор              |
| 13 | ЗХ   | Тібор Раб        | 2 жовтня 1955 (вік 26 років)   | 19     | Ференцварош        |
| 14 | ЗХ   | Шандор Шаллаї    | 26 березня 1960 (вік 22 роки)  | 8      | Дебрецен           |
| 15 | НП   | Бела Бодоньї     | 14 вересня 1956 (вік 25 років) | 13     | Будапешт Гонвед    |
| 16 | ПЗ   | Ференц Чонграді  | 29 березня 1956 (вік 26 років) | 13     | Відеотон           |
| 17 | ПЗ   | Карой Чапо       | 23 лютого 1952 (вік 30 років)  | 17     | Татабанья          |
| 18 | ЗХ   | Аттіла Керекеш   | 4 квітня 1954 (вік 28 років)   | 10     | Бекешчаба          |
| 19 | ЗХ   | Йожеф Варга      | 9 жовтня 1954 (вік 27 років)   | 9      | Будапешт Гонвед    |
| 20 | ЗХ   | Йожеф Чухаї      | 12 липня 1957 (вік 24 роки)    | 0      | Відеотон           |
| 21 | ВР   | Бела Кацирз      | 27 липня 1953 (вік 28 років)   | 15     | Печ                |
| 22 | ВР   | Імре Кішш        | 10 серпня 1957 (вік 24 роки)   | 0      | Татабанья          |

## Група 4

### Чехословаччина
Головний тренер: Йозеф Венглош
| №  | Поз. | Гравець             | Дата народження (вік)            | Матчів | Клуб                |
| -- | ---- | ------------------- | -------------------------------- | ------ | ------------------- |
| 1  | ВР   | Станіслав Семан     | 8 серпня 1952 (вік 29 років)     | 14     | Локомотив (Кошице)  |
| 2  | ЗХ   | Франтішек Якубець   | 12 квітня 1956 (вік 26 років)    | 11     | Богеміанс (Прага)   |
| 3  | ЗХ   | Ян Фіала            | 19 травня 1956 (вік 26 років)    | 22     | Дукла (Прага)       |
| 4  | ЗХ   | Ладислав Юркемик    | 20 липня 1953 (вік 28 років)     | 48     | Інтер (Братислава)  |
| 5  | ЗХ   | Йозеф Бармош        | 28 серпня 1954 (вік 27 років)    | 49     | Інтер (Братислава)  |
| 6  | ЗХ   | Ростислав Воячек    | 23 лютого 1949 (вік 33 роки)     | 38     | Банік (Острава)     |
| 7  | ПЗ   | Ян Козак            | 17 квітня 1954 (вік 28 років)    | 54     | Дукла (Прага)       |
| 8  | ПЗ   | Антонін Паненка     | 2 грудня 1948 (вік 33 роки)      | 57     | Рапід (Відень)      |
| 9  | НП   | Ладислав Візек      | 22 січня 1955 (вік 27 років)     | 34     | Дукла (Прага)       |
| 10 | НП   | Томаш Кршиж         | 17 березня 1959 (вік 23 роки)    | 5      | Дукла (Прага)       |
| 11 | НП   | Зденек Негода (к)   | 9 травня 1952 (вік 30 років)     | 86     | Дукла (Прага)       |
| 12 | ПЗ   | Пршемисл Бичовський | 18 серпня 1950 (вік 31 рік)      | 39     | Богеміанс (Прага)   |
| 13 | ПЗ   | Ян Бергер           | 27 листопада 1955 (вік 26 років) | 13     | Спарта (Прага)      |
| 14 | ЗХ   | Лібор Радимець      | 22 травня 1950 (вік 32 роки)     | 15     | Банік (Острава)     |
| 15 | ЗХ   | Йозеф Кукучка       | 13 березня 1957 (вік 25 років)   | 4      | Пластика (Нітра)    |
| 16 | ПЗ   | Павел Халоупка      | 4 травня 1959 (вік 23 роки)      | 1      | Богеміанс (Прага)   |
| 17 | ПЗ   | Франтішек Штамбахр  | 13 лютого 1953 (вік 29 років)    | 24     | Дукла (Прага)       |
| 18 | НП   | Петр Янечка         | 25 листопада 1957 (вік 24 роки)  | 15     | Збройовка (Брно)    |
| 19 | НП   | Марьян Масний       | 13 серпня 1950 (вік 31 рік)      | 73     | Слован (Братислава) |
| 20 | НП   | Властиміл Петржела  | 20 липня 1953 (вік 28 років)     | 0      | Славія (Прага)      |
| 21 | ВР   | Зденек Грушка       | 25 липня 1954 (вік 27 років)     | 15     | Богеміанс (Прага)   |
| 22 | ВР   | Карел Стромшик      | 12 квітня 1958 (вік 24 роки)     | 2      | Дукла (Прага)       |

### Англія
Головний тренер: Рон Грінвуд
| №  | Поз. | Гравець         | Дата народження (вік)           | Матчів | Клуб                     |
| -- | ---- | --------------- | ------------------------------- | ------ | ------------------------ |
| 1  | ВР   | Рей Клеменс     | 5 серпня 1948 (вік 33 роки)     | 59     | Тоттенгем Готспур        |
| 2  | ЗХ   | Вів Андерсон    | 29 серпня 1956 (вік 25 років)   | 10     | Ноттінгем Форест         |
| 3  | ПЗ   | Тревор Брукінг  | 2 жовтня 1948 (вік 33 роки)     | 46     | Вест Гем Юнайтед         |
| 4  | ЗХ   | Террі Бутчер    | 28 грудня 1958 (вік 23 роки)    | 4      | Іпсвіч Таун              |
| 5  | ПЗ   | Стів Коппелл    | 9 липня 1955 (вік 26 років)     | 36     | Манчестер Юнайтед        |
| 6  | ЗХ   | Стів Фостер     | 24 вересня 1957 (вік 24 роки)   | 2      | Брайтон енд Гоув Альбіон |
| 7  | НП   | Кевін Кіган     | 14 лютого 1951 (вік 31 рік)     | 62     | Саутгемптон              |
| 8  | НП   | Тревор Френсіс  | 19 квітня 1954 (вік 28 років)   | 27     | Манчестер Сіті           |
| 9  | ПЗ   | Гленн Годдл     | 27 жовтня 1957 (вік 24 роки)    | 11     | Тоттенгем Готспур        |
| 10 | ПЗ   | Террі Макдермот | 8 грудня 1951 (вік 30 років)    | 25     | Ліверпуль                |
| 11 | НП   | Пол Марінер     | 22 травня 1953 (вік 29 років)   | 21     | Іпсвіч Таун              |
| 12 | ЗХ   | Мік Міллс (к)   | 4 січня 1949 (вік 33 роки)      | 37     | Іпсвіч Таун              |
| 13 | ВР   | Джо Корріган    | 18 листопада 1948 (вік 33 роки) | 9      | Манчестер Сіті           |
| 14 | ЗХ   | Філ Ніл         | 20 лютого 1951 (вік 31 рік)     | 37     | Ліверпуль                |
| 15 | ПЗ   | Грем Рікс       | 23 жовтня 1957 (вік 24 роки)    | 8      | Арсенал (Лондон)         |
| 16 | ПЗ   | Браян Робсон    | 11 січня 1957 (вік 25 років)    | 19     | Манчестер Юнайтед        |
| 17 | ЗХ   | Кенні Сенсом    | 26 вересня 1958 (вік 23 роки)   | 23     | Арсенал (Лондон)         |
| 18 | ЗХ   | Філ Томпсон     | 21 січня 1954 (вік 28 років)    | 35     | Ліверпуль                |
| 19 | ПЗ   | Рей Вілкінс     | 14 вересня 1956 (вік 25 років)  | 47     | Манчестер Юнайтед        |
| 20 | НП   | Пітер Віт       | 30 серпня 1951 (вік 30 років)   | 6      | Астон Вілла              |
| 21 | НП   | Тоні Вудкок     | 6 грудня 1955 (вік 26 років)    | 22     | Кельн                    |
| 22 | ВР   | Пітер Шилтон    | 18 вересня 1949 (вік 32 роки)   | 37     | Ноттінгем Форест         |

Зауваження: Ігрові номери розподілялися за абеткою за винятком воротарів, які отримали традиційні для англійської збірної номери 1, 13 та 22, а також Кевіна Кігана, який отримав свій традиційний № 7.

### Франція
Головний тренер: Мішель Ідальго
| №  | Поз. | Гравець            | Дата народження (вік)          | Матчів | Клуб            |
| -- | ---- | ------------------ | ------------------------------ | ------ | --------------- |
| 1  | ВР   | Домінік Барателлі  | 26 грудня 1947 (вік 34 роки)   | 21     | Парі Сен-Жермен |
| 2  | ЗХ   | Мануель Аморос     | 1 лютого 1962 (вік 20 років)   | 4      | Монако          |
| 3  | ЗХ   | Патрік Баттістон   | 12 березня 1957 (вік 25 років) | 19     | Сент-Етьєн      |
| 4  | ЗХ   | Максим Боссі       | 26 червня 1955 (вік 26 років)  | 37     | Нант            |
| 5  | ЗХ   | Жерар Жанвйон      | 21 серпня 1953 (вік 28 років)  | 32     | Сент-Етьєн      |
| 6  | ЗХ   | Крістіан Лопес     | 15 березня 1953 (вік 29 років) | 35     | Сент-Етьєн      |
| 7  | ЗХ   | Філіпп Маю         | 4 березня 1956 (вік 26 років)  | 4      | Мец             |
| 8  | ЗХ   | Маріус Трезор      | 15 січня 1950 (вік 32 роки)    | 53     | Бордо           |
| 9  | ПЗ   | Бернар Женгіні     | 18 січня 1958 (вік 24 роки)    | 8      | Сошо            |
| 10 | ПЗ   | Мішель Платіні (к) | 21 червня 1955 (вік 26 років)  | 35     | Сент-Етьєн      |
| 11 | ПЗ   | Рене Жирар         | 4 квітня 1954 (вік 28 років)   | 2      | Бордо           |
| 12 | ПЗ   | Ален Жиресс        | 2 серпня 1952 (вік 29 років)   | 14     | Бордо           |
| 13 | ПЗ   | Жан-Франсуа Ларьо  | 27 серпня 1956 (вік 25 років)  | 15     | Сент-Етьєн      |
| 14 | ПЗ   | Жан Тігана         | 23 червня 1955 (вік 26 років)  | 13     | Бордо           |
| 15 | НП   | Брюно Беллон       | 14 березня 1962 (вік 20 років) | 6      | Монако          |
| 16 | НП   | Ален Курьоль       | 24 жовтня 1958 (вік 23 роки)   | 7      | Монако          |
| 17 | НП   | Бернар Лякомб      | 15 серпня 1952 (вік 29 років)  | 29     | Бордо           |
| 18 | НП   | Домінік Рошто      | 14 січня 1955 (вік 27 років)   | 24     | Парі Сен-Жермен |
| 19 | НП   | Дідьє Сікс         | 21 серпня 1954 (вік 27 років)  | 36     | Штутгарт        |
| 20 | НП   | Жерар Солер        | 29 березня 1954 (вік 28 років) | 7      | Бордо           |
| 21 | ВР   | Жан Кастанеда      | 20 березня 1957 (вік 25 років) | 7      | Сент-Етьєн      |
| 22 | ВР   | Жан-Люк Етторі     | 29 липня 1955 (вік 26 років)   | 2      | Монако          |

Зауваження: Ігрові номери розподілялися за абеткою в межах кожного ігрового амплуа. Єдиним винятком був капітан і лідер команди Мішель Платіні, який отримав дозвіл обміняти отриманий за таким принципом №12 на свій улюблений №10, який діставався Алену Жирессу.

### Кувейт
Головний тренер:  Карлос Алберто Паррейра
| №  | Поз. | Гравець              | Дата народження (вік)           | Матчів | Клуб        |
| -- | ---- | -------------------- | ------------------------------- | ------ | ----------- |
| 1  | ВР   | Ахмед Аль-Тарабільсі | 22 березня 1947 (вік 35 років)  | н/д    | Аль-Кувейт  |
| 2  | ЗХ   | Наїм Саад            | 1 жовтня 1957 (вік 24 роки)     | н/д    | Аль-Тадамун |
| 3  | ЗХ   | Махбуб Джума'а       | 17 вересня 1955 (вік 26 років)  | н/д    | Аль-Сальмія |
| 4  | ЗХ   | Джамаль Аль-Кабенді  | 7 квітня 1959 (вік 23 роки)     | н/д    | Казма       |
| 5  | ЗХ   | Валід Аль-Джазем     | 18 листопада 1959 (вік 22 роки) | н/д    | Аль-Кувейт  |
| 6  | ПЗ   | Саад Аль-Хуті (к)    | 24 травня 1954 (вік 28 років)   | н/д    | Аль-Кувейт  |
| 7  | НП   | Фаті Камель          | 23 травня 1955 (вік 27 років)   | н/д    | Аль-Тадамун |
| 8  | НП   | Абдулла Аль-Булуші   | 16 лютого 1960 (вік 22 роки)    | н/д    | Аль-Арабі   |
| 9  | НП   | Джасім Якуб          | 25 жовтня 1953 (вік 28 років)   | н/д    | Аль-Кадісія |
| 10 | НП   | Абдулазіз Аль-Анбері | 3 січня 1954 (вік 28 років)     | н/д    | Аль-Кувейт  |
| 11 | ПЗ   | Нассір Аль-Ганім     | 4 квітня 1961 (вік 21 рік)      | н/д    | Казма       |
| 12 | ПЗ   | Юссеф Аль-Суваєд     | 20 вересня 1958 (вік 23 роки)   | н/д    | Казма       |
| 13 | ЗХ   | Мубарак Марзук       | 1 січня 1961 (вік 21 рік)       | н/д    | Аль-Тадамун |
| 14 | ЗХ   | Абдулла Маюф         | 3 грудня 1953 (вік 28 років)    | н/д    | Казма       |
| 15 | ЗХ   | Самі Аль-Хашаш       | 15 вересня 1959 (вік 22 роки)   | н/д    | Аль-Арабі   |
| 16 | НП   | Файсаль Аль-Дахіль   | 13 серпня 1957 (вік 24 роки)    | н/д    | Аль-Кадісія |
| 17 | ЗХ   | Хамуд Аль-Шеммарі    | 26 вересня 1960 (вік 21 рік)    | н/д    | Казма       |
| 18 | ПЗ   | Мохаммед Карам       | 1 січня 1955 (вік 27 років)     | н/д    | Аль-Арабі   |
| 19 | НП   | Муаяд Аль-Хаддад     | 1 січня 1960 (вік 22 роки)      | н/д    | Хайтан      |
| 20 | НП   | Абдулазіз Аль-Булуші | 4 грудня 1962 (вік 19 років)    | н/д    | Аль-Кадісія |
| 21 | ВР   | Адам Мурджан         | 23 вересня 1957 (вік 24 роки)   | н/д    | Казма       |
| 22 | ВР   | Джасім Бахман        | 15 лютого 1958 (вік 24 роки)    | н/д    | Аль-Кадісія |

## Група 5

### Гондурас
Головний тренер: Хосе де ла Пас Еррера
| №  | Поз. | Гравець                 | Дата народження (вік)          | Матчів | Клуб            |
| -- | ---- | ----------------------- | ------------------------------ | ------ | --------------- |
| 1  | ВР   | Саломон Насар           | 7 вересня 1953 (вік 28 років)  | н/д    | Універсидад     |
| 2  | ЗХ   | Ефраїн Гутьєррес        | 7 травня 1954 (вік 28 років)   | н/д    | Універсидад     |
| 3  | ЗХ   | Хайме Вільєгас          | 5 липня 1950 (вік 31 рік)      | н/д    | Реал Еспанья    |
| 4  | ЗХ   | Фернандо Бульнес        | 21 жовтня 1946 (вік 35 років)  | н/д    | Олімпія         |
| 5  | ЗХ   | Аллан Ентоні Костлі     | 13 грудня 1954 (вік 27 років)  | н/д    | Реал Еспанья    |
| 6  | ПЗ   | Рамон Марадьяга (к)     | 30 жовтня 1954 (вік 27 років)  | н/д    | Мотагуа         |
| 7  | НП   | Едуардо Лайнг           | 27 грудня 1958 (вік 23 роки)   | н/д    | Платенсе        |
| 8  | ПЗ   | Франсіско Хав'єр Толедо | 30 вересня 1959 (вік 22 роки)  | н/д    | Марафон         |
| 9  | НП   | Армандо Бетанкур        | 10 жовтня 1957 (вік 24 роки)   | н/д    | Реал Еспанья    |
| 10 | НП   | Роберто Фігероа         | 15 грудня 1959 (вік 22 роки)   | н/д    | Віда            |
| 11 | ПЗ   | Давід Буесо             | 5 травня 1955 (вік 27 років)   | н/д    | Мотагуа         |
| 12 | ЗХ   | Домінго Драммонд        | 14 квітня 1957 (вік 25 років)  | н/д    | Платенсе        |
| 13 | ПЗ   | Пруденсіо Норалес       | 20 квітня 1956 (вік 26 років)  | н/д    | Олімпія         |
| 14 | ПЗ   | Хуан Крус               | 27 лютого 1959 (вік 23 роки)   | н/д    | Універсидад     |
| 15 | ЗХ   | Ектор Селая             | 12 липня 1957 (вік 24 роки)    | н/д    | Мотагуа         |
| 16 | НП   | Роберто Бейлі           | 10 серпня 1952 (вік 29 років)  | н/д    | Марафон         |
| 17 | ЗХ   | Хосе Крус               | 12 червня 1949 (вік 33 роки)   | н/д    | Мотагуа         |
| 18 | ПЗ   | Карлос Кабальєро        | 5 грудня 1958 (вік 23 роки)    | н/д    | Реал Еспанья    |
| 19 | НП   | Сельсо Гуїті            | 7 серпня 1955 (вік 26 років)   | н/д    | Марафон         |
| 20 | ПЗ   | Хільберто Єарвуд        | 15 березня 1956 (вік 26 років) | н/д    | Реал Вальядолід |
| 21 | ВР   | Хуліо Сесар Арсу        | 5 червня 1954 (вік 28 років)   | н/д    | Реал Еспанья    |
| 22 | ВР   | Джиммі Стюард           | 9 грудня 1946 (вік 35 років)   | н/д    | Реал Еспанья    |

### Північна Ірландія
Головний тренер: Біллі Бінгем
| №  | Поз. | Гравець           | Дата народження (вік)            | Матчів | Клуб                     |
| -- | ---- | ----------------- | -------------------------------- | ------ | ------------------------ |
| 1  | ВР   | Пет Дженнінгс     | 12 червня 1945 (вік 37 років)    | 91     | Арсенал (Лондон)         |
| 2  | ЗХ   | Джиммі Ніколл     | 28 лютого 1956 (вік 26 років)    | 43     | Торонто Бліззард         |
| 3  | ЗХ   | Мел Донагі        | 13 вересня 1957 (вік 24 роки)    | 12     | Лутон Таун               |
| 4  | ПЗ   | Девід Маккрірі    | 16 вересня 1957 (вік 24 роки)    | 39     | Тулса Рафнекс            |
| 5  | ЗХ   | Кріс Ніколл       | 12 жовтня 1946 (вік 35 років)    | 41     | Саутгемптон              |
| 6  | ЗХ   | Джон О'Нілл       | 11 березня 1958 (вік 24 роки)    | 17     | Лестер Сіті              |
| 7  | НП   | Ноел Братерстон   | 18 листопада 1956 (вік 25 років) | 14     | Блекберн Роверз          |
| 8  | ПЗ   | Мартін О'Нілл (к) | 1 березня 1952 (вік 30 років)    | 44     | Норвіч Сіті              |
| 9  | НП   | Джеррі Армстронг  | 23 травня 1954 (вік 28 років)    | 37     | Вотфорд                  |
| 10 | НП   | Семмі Макілрой    | 2 серпня 1954 (вік 28 років)     | 49     | Сток Сіті                |
| 11 | НП   | Біллі Гемільтон   | 9 травня 1957 (вік 25 років)     | 16     | Бернлі                   |
| 12 | ЗХ   | Джон Макклелланд  | 7 грудня 1955 (вік 26 років)     | 10     | Рейнджерс                |
| 13 | ЗХ   | Семмі Нельсон     | 1 квітня 1949 (вік 33 роки)      | 49     | Брайтон енд Гоув Альбіон |
| 14 | ПЗ   | Томмі Кассіді     | 18 листопада 1950 (вік 31 рік)   | 23     | Бернлі                   |
| 15 | ПЗ   | Томмі Фінні       | 6 листопада 1952 (вік 29 років)  | 15     | Кембридж Юнайтед         |
| 16 | НП   | Норман Вайтсайд   | 7 травня 1965 (вік 17 років)     | 0      | Манчестер Юнайтед        |
| 17 | ВР   | Джим Платт        | 26 січня 1952 (вік 30 років)     | 15     | Мідлсбро                 |
| 18 | ПЗ   | Джонні Джеймсон   | 11 березня 1958 (вік 24 роки)    | 0      | Гленторан                |
| 19 | НП   | Фелікс Гілі       | 27 вересня 1955 (вік 26 років)   | 2      | Колрейн                  |
| 20 | ПЗ   | Джим Клірі        | 27 травня 1956 (вік 26 років)    | 2      | Гленторан                |
| 21 | НП   | Боббі Кемпбелл    | 13 вересня 1956 (вік 25 років)   | 2      | Бредфорд Сіті            |
| 22 | ВР   | Джордж Данлоп     | 16 січня 1956 (вік 26 років)     | 0      | Лінфілд (Белфаст)        |

### Іспанія
Головний тренер:  Хосе Сантамарія
| №  | Поз. | Гравець                | Дата народження (вік)            | Матчів | Клуб              |
| -- | ---- | ---------------------- | -------------------------------- | ------ | ----------------- |
| 1  | ВР   | Луїс Арконада (к)      | 26 червня 1954 (вік 27 років)    | 39     | Реал Сосьєдад     |
| 2  | ЗХ   | Хосе Антоніо Камачо    | 8 червня 1955 (вік 27 років)     | 29     | Реал Мадрид       |
| 3  | ЗХ   | Рафаель Гордільйо      | 24 лютого 1957 (вік 25 років)    | 29     | Реал Бетіс        |
| 4  | ПЗ   | Мігель Анхель Алонсо   | 1 лютого 1953 (вік 29 років)     | 15     | Реал Сосьєдад     |
| 5  | ЗХ   | Мігель Тендільо        | 1 лютого 1961 (вік 21 рік)       | 20     | Валенсія          |
| 6  | ЗХ   | Хосе Рамон Алесанко    | 19 травня 1956 (вік 26 років)    | 29     | Барселона         |
| 7  | НП   | Хуаніто                | 10 листопада 1954 (вік 27 років) | 30     | Реал Мадрид       |
| 8  | ПЗ   | Хоакін                 | 9 червня 1956 (вік 26 років)     | 12     | Спортінг (Хіхон)  |
| 9  | НП   | Хесус Марія Сатрустегі | 12 січня 1954 (вік 28 років)     | 28     | Реал Сосьєдад     |
| 10 | ПЗ   | Хесус Марія Самора     | 1 січня 1955 (вік 27 років)      | 26     | Реал Сосьєдад     |
| 11 | НП   | Роберто Лопес Уфарте   | 19 квітня 1958 (вік 24 роки)     | 11     | Реал Сосьєдад     |
| 12 | ЗХ   | Сантьяго Уркіага       | 14 квітня 1958 (вік 24 роки)     | 2      | Атлетік (Більбао) |
| 13 | ЗХ   | Мануель Хіменес        | 27 жовтня 1956 (вік 25 років)    | 1      | Спортінг (Хіхон)  |
| 14 | ЗХ   | Антоніо Маседа         | 16 травня 1957 (вік 25 років)    | 3      | Спортінг (Хіхон)  |
| 15 | ПЗ   | Енріке Саура           | 2 серпня 1954 (вік 27 років)     | 19     | Валенсія          |
| 16 | ПЗ   | Хосе Вісенте Санчес    | 8 жовтня 1956 (вік 25 років)     | 8      | Барселона         |
| 17 | ПЗ   | Рікардо Гальєго        | 8 лютого 1959 (вік 23 роки)      | 3      | Реал Мадрид       |
| 18 | НП   | Педро Уральде          | 2 березня 1958 (вік 24 роки)     | 1      | Реал Сосьєдад     |
| 19 | НП   | Сантільяна             | 23 серпня 1952 (вік 29 років)    | 32     | Реал Мадрид       |
| 20 | НП   | Кіні                   | 23 вересня 1949 (вік 32 роки)    | 32     | Барселона         |
| 21 | ВР   | Урруті                 | 17 лютого 1952 (вік 30 років)    | 5      | Барселона         |
| 22 | ВР   | Мігель Анхель          | 24 грудня 1947 (вік 34 роки)     | 18     | Реал Мадрид       |

### Югославія
Головний тренер: Милян Милянич
| №  | Поз. | Гравець           | Дата народження (вік)            | Матчів | Клуб            |
| -- | ---- | ----------------- | -------------------------------- | ------ | --------------- |
| 1  | ВР   | Драган Пантелич   | 9 грудня 1951 (вік 30 років)     | 15     | Бордо           |
| 2  | ЗХ   | Іве Єролимов      | 30 березня 1958 (вік 24 роки)    | 5      | Рієка           |
| 3  | ПЗ   | Іван Гудель       | 21 вересня 1960 (вік 21 рік)     | 5      | Хайдук (Спліт)  |
| 4  | ЗХ   | Велимир Заєць     | 12 лютого 1956 (вік 26 років)    | 19     | Динамо (Загреб) |
| 5  | ЗХ   | Ненад Стойкович   | 26 травня 1956 (вік 26 років)    | 19     | Партизан        |
| 6  | ЗХ   | Златко Крмпотич   | 7 серпня 1958 (вік 23 роки)      | 5      | Црвена Звезда   |
| 7  | ПЗ   | Владимир Петрович | 1 липня 1955 (вік 26 років)      | 30     | Црвена Звезда   |
| 8  | ПЗ   | Едхем Шліво       | 16 березня 1950 (вік 32 роки)    | 9      | Ніцца           |
| 9  | ЗХ   | Зоран Вуйович     | 26 серпня 1958 (вік 23 роки)     | 11     | Хайдук (Спліт)  |
| 10 | НП   | Звонко Живкович   | 31 жовтня 1959 (вік 22 роки)     | 0      | Партизан        |
| 11 | НП   | Златко Вуйович    | 26 серпня 1958 (вік 23 роки)     | 16     | Хайдук (Спліт)  |
| 12 | ВР   | Іван Пудар        | 16 серпня 1961 (вік 20 років)    | 0      | Хайдук (Спліт)  |
| 13 | НП   | Сафет Сушич       | 13 квітня 1955 (вік 27 років)    | 21     | Сараєво         |
| 14 | ЗХ   | Никола Йованович  | 18 вересня 1952 (вік 29 років)   | 4      | Будучност       |
| 15 | ЗХ   | Милош Хрстич      | 20 листопада 1955 (вік 26 років) | 9      | Рієка           |
| 16 | НП   | Милош Шестич      | 8 серпня 1956 (вік 25 років)     | 8      | Црвена Звезда   |
| 17 | ПЗ   | Юриця Єркович     | 25 лютого 1950 (вік 32 роки)     | 43     | Цюрих           |
| 18 | НП   | Стєпан Деверич    | 20 серпня 1961 (вік 20 років)    | 0      | Динамо (Загреб) |
| 19 | НП   | Вахід Халілходжич | 15 жовтня 1952 (вік 29 років)    | 12     | Нант            |
| 20 | ПЗ   | Івиця Шуряк (к)   | 23 березня 1953 (вік 29 років)   | 51     | Парі Сен-Жермен |
| 21 | ПЗ   | Предраг Пашич     | 18 жовтня 1958 (вік 23 роки)     | 5      | Сараєво         |
| 22 | ВР   | Ратко Свилар      | 6 травня 1950 (вік 32 роки)      | 3      | Антверпен       |

## Група 6

### Бразилія
Головний тренер: Теле Сантана
| №  | Поз. | Гравець         | Дата народження (вік)         | Матчів | Клуб              |
| -- | ---- | --------------- | ----------------------------- | ------ | ----------------- |
| 1  | ВР   | Валдір Перес    | 2 лютого 1951 (вік 31 рік)    | 23     | Сан-Паулу         |
| 2  | ЗХ   | Леандро         | 17 березня 1959 (вік 23 роки) | 6      | Фламенгу          |
| 3  | ЗХ   | Оскар           | 20 червня 1954 (вік 27 років) | 36     | Сан-Паулу         |
| 4  | ЗХ   | Луїзіньйо       | 22 жовтня 1958 (вік 23 роки)  | 24     | Атлетіко Мінейро  |
| 5  | ПЗ   | Тоніньйо Серезо | 21 квітня 1955 (вік 27 років) | 49     | Атлетіко Мінейро  |
| 6  | ЗХ   | Жуніор          | 29 червня 1954 (вік 27 років) | 35     | Фламенгу          |
| 7  | ПЗ   | Пауло Ізідоро   | 3 серпня 1953 (вік 28 років)  | 28     | Греміо            |
| 8  | ПЗ   | Сократеш (к)    | 19 лютого 1954 (вік 28 років) | 33     | Корінтіанс        |
| 9  | НП   | Сержіньйо       | 23 грудня 1953 (вік 28 років) | 15     | Сан-Паулу         |
| 10 | ПЗ   | Зіку            | 3 березня 1953 (вік 29 років) | 56     | Фламенгу          |
| 11 | НП   | Едер            | 25 травня 1957 (вік 25 років) | 24     | Атлетіко Мінейро  |
| 12 | ВР   | Пауло Сержіо    | 24 липня 1954 (вік 27 років)  | 3      | Ботафого          |
| 13 | ЗХ   | Едевалдо        | 28 січня 1958 (вік 24 роки)   | 17     | Інтернасьйонал    |
| 14 | ЗХ   | Жуніньйо        | 29 серпня 1958 (вік 23 роки)  | 4      | Понте-Прета       |
| 15 | ПЗ   | Фалькао         | 16 жовтня 1953 (вік 28 років) | 17     | Рома              |
| 16 | ЗХ   | Едіньйо         | 5 червня 1955 (вік 27 років)  | 34     | Флуміненсе        |
| 17 | ЗХ   | Педріньйо       | 22 жовтня 1957 (вік 24 роки)  | 8      | Васко да Гама     |
| 18 | ПЗ   | Батіста         | 8 березня 1955 (вік 27 років) | 32     | Греміо            |
| 19 | ПЗ   | Ренато          | 21 лютого 1957 (вік 25 років) | 13     | Сан-Паулу         |
| 20 | НП   | Роберто Динаміт | 13 квітня 1954 (вік 28 років) | 32     | Васко да Гама     |
| 21 | ПЗ   | Дірсеу          | 15 червня 1952 (вік 29 років) | 23     | Атлетіко (Мадрид) |
| 22 | ВР   | Карлос          | 4 березня 1956 (вік 26 років) | 6      | Понте-Прета       |

### Нова Зеландія
Головний тренер:  Джон Едсгед
| №  | Поз. | Гравець          | Дата народження (вік)           | Матчів | Клуб                |
| -- | ---- | ---------------- | ------------------------------- | ------ | ------------------- |
| 1  | ВР   | Річард Вілсон    | 8 травня 1956 (вік 26 років)    | н/д    | Престон Македонія   |
| 2  | ЗХ   | Глен Додс        | 7 липня 1957 (вік 24 роки)      | н/д    | Аделаїда Сіті       |
| 3  | ЗХ   | Рікі Герберт     | 10 квітня 1961 (вік 21 рік)     | н/д    | Маунт-Веллінгтон    |
| 4  | ПЗ   | Браян Тернер     | 31 липня 1949 (вік 32 роки)     | н/д    | Гісборн Сіті        |
| 5  | ЗХ   | Дейв Брайт       | 29 листопада 1949 (вік 32 роки) | н/д    | Манурева            |
| 6  | ЗХ   | Боббі Елмонд     | 16 квітня 1951 (вік 31 рік)     | н/д    | Інверкаргілл Тістл  |
| 7  | НП   | Вінтон Руфер     | 29 грудня 1962 (вік 19 років)   | н/д    | Мірамар Рейнджерс   |
| 8  | ПЗ   | Данкан Коул      | 12 липня 1958 (вік 23 роки)     | н/д    | Ганімекс Юнайтед    |
| 9  | НП   | Стів Вуддін      | 16 січня 1955 (вік 27 років)    | н/д    | Саут Мельбурн       |
| 10 | ПЗ   | Стів Самнер (к)  | 2 квітня 1955 (вік 27 років)    | н/д    | Вест Аделаїд Геллас |
| 11 | ЗХ   | Сем Малкольмсон  | 2 квітня 1948 (вік 34 роки)     | н/д    | Іст Кост Бейз       |
| 12 | ПЗ   | Кейт Маккей      | 8 грудня 1956 (вік 25 років)    | н/д    | Гісборн Сіті        |
| 13 | ПЗ   | Кенні Кресвелл   | 4 червня 1958 (вік 24 роки)     | н/д    | Гісборн Сіті        |
| 14 | ЗХ   | Адріан Елрік     | 29 вересня 1949 (вік 32 роки)   | н/д    | Ганімекс Юнайтед    |
| 15 | ЗХ   | Джон Гілл        | 7 січня 1950 (вік 32 роки)      | н/д    | Гісборн Сіті        |
| 16 | ЗХ   | Глен Адам        | 22 травня 1959 (вік 23 роки)    | н/д    | Маунт-Веллінгтон    |
| 17 | ПЗ   | Алан Боат        | 14 лютого 1958 (вік 24 роки)    | н/д    | Вест Аделаїд Геллас |
| 18 | ПЗ   | Петер Сімонсен   | 17 квітня 1959 (вік 23 роки)    | н/д    | Манурева            |
| 19 | ПЗ   | Білл Макклюр     | 4 січня 1958 (вік 24 роки)      | н/д    | Маунт-Веллінгтон    |
| 20 | ПЗ   | Гран Тернер      | 7 жовтня 1958 (вік 23 роки)     | н/д    | Гісборн Сіті        |
| 21 | ВР   | Беррі Пікерінг   | 12 грудня 1956 (вік 25 років)   | н/д    | Мірамар Ренджерс    |
| 22 | ВР   | Франк ван Гаттум | 17 листопада 1958 (вік 23 роки) | н/д    | Манурева            |

### Шотландія
Головний тренер: Джок Стін
| №  | Поз. | Гравець        | Дата народження (вік)            | Матчів | Клуб              |
| -- | ---- | -------------- | -------------------------------- | ------ | ----------------- |
| 1  | ВР   | Алан Раф       | 25 листопада 1951 (вік 30 років) | 48     | Партік Тісл       |
| 2  | ЗХ   | Денні Макгрейн | 1 травня 1950 (вік 32 роки)      | 60     | Селтік            |
| 3  | ЗХ   | Френк Грей     | 27 жовтня 1954 (вік 27 років)    | 22     | Лідс Юнайтед      |
| 4  | ПЗ   | Грем Сунес (к) | 6 травня 1953 (вік 29 років)     | 25     | Ліверпуль         |
| 5  | ЗХ   | Алан Гансен    | 13 червня 1955 (вік 27 років)    | 14     | Ліверпуль         |
| 6  | ЗХ   | Віллі Міллер   | 2 травня 1955 (вік 27 років)     | 17     | Абердин           |
| 7  | ПЗ   | Гордон Стракан | 9 лютого 1957 (вік 25 років)     | 11     | Абердин           |
| 8  | НП   | Кенні Далгліш  | 4 березня 1951 (вік 31 рік)      | 86     | Ліверпуль         |
| 9  | НП   | Алан Бразіл    | 15 червня 1959 (вік 22 роки)     | 7      | Іпсвіч Таун       |
| 10 | ПЗ   | Джон Ворк      | 4 серпня 1957 (вік 24 роки)      | 15     | Іпсвіч Таун       |
| 11 | НП   | Джон Робертсон | 20 січня 1953 (вік 29 років)     | 21     | Ноттінгем Форест  |
| 12 | ВР   | Джордж Вуд     | 26 вересня 1952 (вік 29 років)   | 4      | Арсенал (Лондон)  |
| 13 | ЗХ   | Алекс Макліш   | 21 січня 1959 (вік 23 роки)      | 15     | Абердин           |
| 14 | ЗХ   | Девід Нейрі    | 12 червня 1956 (вік 26 років)    | 13     | Данді Юнайтед     |
| 15 | НП   | Джо Джордан    | 15 грудня 1951 (вік 30 років)    | 51     | Мілан             |
| 16 | ПЗ   | Аза Гартфорд   | 24 жовтня 1950 (вік 31 рік)      | 49     | Манчестер Сіті    |
| 17 | ЗХ   | Аллан Еванс    | 12 жовтня 1956 (вік 25 років)    | 3      | Астон Вілла       |
| 18 | НП   | Стів Арчибальд | 27 вересня 1956 (вік 25 років)   | 14     | Тоттенгем Готспур |
| 19 | НП   | Пол Старрок    | 10 жовтня 1956 (вік 25 років)    | 7      | Данді Юнайтед     |
| 20 | НП   | Девід Прован   | 8 травня 1956 (вік 26 років)     | 10     | Селтік            |
| 21 | ЗХ   | Джордж Берлі   | 3 червня 1956 (вік 26 років)     | 11     | Іпсвіч Таун       |
| 22 | ВР   | Джим Лейтон    | 24 липня 1958 (вік 23 роки)      | 0      | Абердин           |

### СРСР
Головний тренер: Бєсков Костянтин Іванович
| №  | Поз. | Гравець                           | Дата народження (вік)           | Матчів | Клуб                 |
| -- | ---- | --------------------------------- | ------------------------------- | ------ | -------------------- |
| 1  | ВР   | Дасаєв Рінат Файзрахманович       | 13 червня 1957 (вік 25 років)   | 21     | Спартак (Москва)     |
| 2  | ЗХ   | Сулаквелідзе Тенгіз Григорович    | 23 липня 1956 (вік 25 років)    | 16     | Динамо (Тбілісі)     |
| 3  | ЗХ   | Чивадзе Олександр Ґабріелович (к) | 8 квітня 1955 (вік 27 років)    | 15     | Динамо (Тбілісі)     |
| 4  | ЗХ   | Хідіятуллін Вагіз Назірович       | 3 березня 1959 (вік 23 роки)    | 26     | ЦСКА (Москва)        |
| 5  | ЗХ   | Балтача Сергій Павлович           | 17 лютого 1958 (вік 24 роки)    | 11     | Динамо (Київ)        |
| 6  | ЗХ   | Дем'яненко Анатолій Васильович    | 19 лютого 1959 (вік 23 роки)    | 8      | Динамо (Київ)        |
| 7  | НП   | Шенгелія Рамаз Олександрович      | 1 січня 1957 (вік 25 років)     | 16     | Динамо (Тбілісі)     |
| 8  | ПЗ   | Безсонов Володимир Васильович     | 5 березня 1958 (вік 24 роки)    | 32     | Динамо (Київ)        |
| 9  | ПЗ   | Гаврилов Юрій Васильович          | 3 травня 1953 (вік 29 років)    | 28     | Спартак (Москва)     |
| 10 | ПЗ   | Оганесян Хорен Георгійович        | 10 січня 1955 (вік 27 років)    | 17     | Арарат               |
| 11 | НП   | Блохін Олег Володимирович         | 5 листопада 1952 (вік 29 років) | 78     | Динамо (Київ)        |
| 12 | ПЗ   | Баль Андрій Михайлович            | 16 лютого 1958 (вік 24 роки)    | 4      | Динамо (Київ)        |
| 13 | ПЗ   | Дараселія Віталій Кухинович       | 9 жовтня 1957 (вік 24 роки)     | 18     | Динамо (Тбілісі)     |
| 14 | ЗХ   | Боровський Сергій Володимирович   | 29 січня 1956 (вік 26 років)    | 5      | Динамо (Мінськ)      |
| 15 | НП   | Sergey Andreyev                   | 16 травня 1956 (вік 26 років)   | 18     | СКА (Ростов-на-Дону) |
| 16 | НП   | Родіонов Сергій Юрійович          | 3 вересня 1962 (вік 19 років)   | 2      | Спартак (Москва)     |
| 17 | ПЗ   | Буряк Леонід Йосипович            | 10 липня 1953 (вік 28 років)    | 43     | Динамо (Київ)        |
| 18 | ЗХ   | Суслопаров Юрій Володимирович     | 14 серпня 1958 (вік 23 роки)    | 6      | Торпедо (Москва)     |
| 19 | ПЗ   | Євтушенко Вадим Анатолійович      | 1 січня 1958 (вік 24 роки)      | 2      | Динамо (Київ)        |
| 20 | ЗХ   | Романцев Олег Іванович            | 4 січня 1954 (вік 28 років)     | 9      | Спартак (Москва)     |
| 21 | ВР   | Чанов Віктор Вікторович           | 21 липня 1959 (вік 22 роки)     | 1      | Динамо (Київ)        |
| 22 | ВР   | Чанов В'ячеслав Вікторович        | 23 жовтня 1951 (вік 30 років)   | 0      | Торпедо (Москва)     |